# Chelan Indijanci
Chelan (Tsill-anes) je naziv za pleme Salishan Indijanaca nastanjeno u 19. stoljeću uz jezero Chelan, Washington.  Danas žive na rezervatu Colville gdje su smješteni negdje sredinom 19. stoljeća, u konfederaciji s plemenima Wenatchee, Entiat, Methow, Okanagan, Nespelem, Sanpoil, Senijextee, Moses, Palouse i Nez Percé. Chelani i susjedna plemena Washingtona, živjela su nomadskim životom, krečući se sezonski u potrazi za izvorima hrane. Jelen i druga velika divljač se lovila, kao i losos kojega su sušili, i koji je činio glavnu hranu tijekom zime. Tijekom proljeća manje grupe domorodaca okupljale su se u veće zajednice i bavile se kopanjem kamas-korijenja. Pleme je ime dobilo po jezeru Chelan, u značenju "Beautiful Water", a Alexander Ross ovo ime je pisao kao Tsill-ane. Jezično su najsrodniji Indijancima Wenatchee. 

## Vanjske poveznice
- Creation of the First Indians
- Chelan Indians in Washington  Arhivirana inačica izvorne stranice od 5. veljače 2006. (Wayback Machine)